# تل عدشيم
تل عدشيم (عبرية: תֵּל עֲדָשִׁים، بمعنى تل العدس) هي مستعمرة (موشاف) في شمال إسرائيل. بدأ الاستيطان في المنطقة عام 1913 من قبل هاشومير.

## تاريخ التأسيس
بدأت المستوطنة بغرض حماية خط أنابيب النفط الممتد من العراق إلى حيفا. في عام 1921 أكمل النشطاء الصهاينة شراء 22000 دونم في تل العدس من عائلة سرسق في بيروت في إطار صفقة سرسق. في التعداد السكاني لفلسطين عام 1922، الذي أجرته سلطات الانتداب البريطاني، كان عدد سكان تل عدس 118 نسمة؛ 98 مسلم و16 يهودي و4 مسيحيين.

## أعلام
- رفائيل إيتان
- آموس بار